# Paul Kampffmeyer

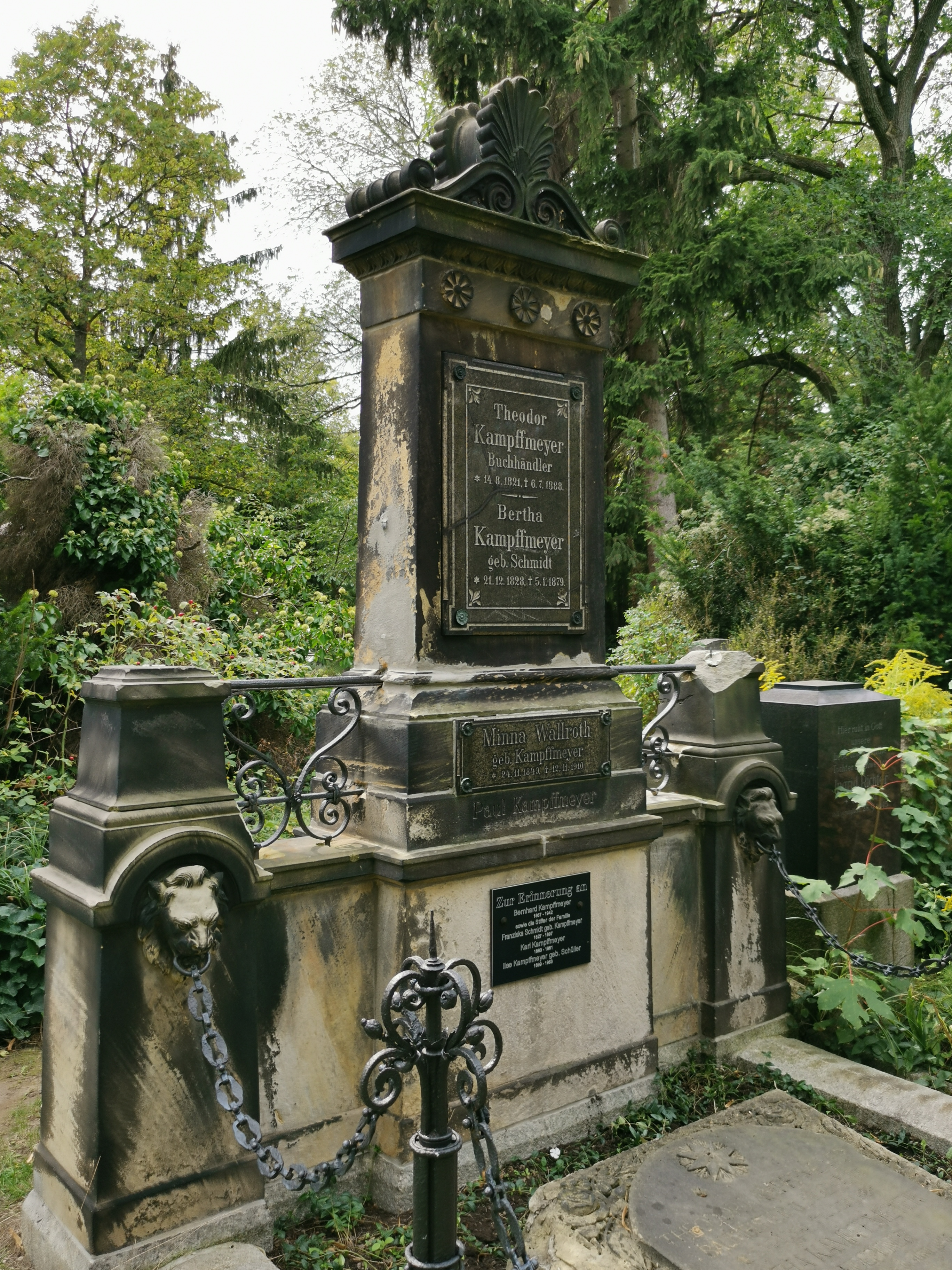
Familiengrab auf dem Alten Luisenstädtischen Friedhof in Berlin-Kreuzberg, Feld 2

Paul Kampffmeyer (* 29. November 1864 in Berlin; † 1. Februar 1945 in Berlin-Wilhelmshagen) war ein deutscher Publizist. Er sympathisierte mit dem Anarchismus, wandte sich später der Gartenstadt-Bewegung zu und engagierte sich in der SPD.

## Familie
Seine Eltern waren der Buchhändler (Johann Georg Eusebius) Theodor (* 14. August 1821; † 6. Juli 1888) und (Marie Emilie) Bertha Kampffmeyer, geborene Schmidt (* 21. Dezember 1828; † 5. Januar 1879).
(Albert Theodor) Paul Kampffmeyer war der Bruder von (Wilhelm Theodor) Bernhard (* 25. Juni 1867; † 21. April 1942), (Martin Heinrich) Theodor (* 7. Mai 1856; † 12. September 1913) und (Theodor Heinrich) Otto Kampffmeyer (* 21. Juli 1858; † 16. April 1926) sowie von (Auguste Bertha) Minna (* 24. November 1849; † 12. November 1910), der Mutter von Erich Wallroth, und Anna (* 28. November 1851; † 1852).
Sein Sohn mit seiner ersten Frau (Wilhelmine Luise) Anna Kampffmeyer, geb. Fedler (Heirat 3. Februar 1887), hieß ebenfalls (Georg Otto) Bernhard (* 27. Mai 1887), was in der Literatur über die Kampffmeyer-Familie häufiger zu Verwechselungen führte. Nach der Scheidung von seiner ersten Frau heiratete er am 2. Oktober 1897 Amanda Bornholdt, geb. Schlüter (* 3. August 1871; † 21. Juli 1901; gemeinsame Tochter Mathilde), und nach deren Tod am 21. Dezember 1907 Margarete Streichhan (* 9. Juni 1874; gemeinsame Tochter Berta).
Paul Kampffmeyer stammt aus einer großbürgerlichen Familie mit liberalen Einstellungen. Er profitierte stark von seinem Vater Theodor durch die Bildungsmöglichkeiten und die nicht unerheblichen Finanzmittel, die ihm ein Studium der Nationalökonomie in der Schweiz und in den 90er Jahren durch die Erbschaft ein wirtschaftlich ungebundenes Betätigungsfeld als Publizist und Politiker ermöglichten.
Paul hatte ein sehr enges Verhältnis zu seinem Bruder Bernhard Kampffmeyer, mit dem er in seiner Jugend die gleichen politischen Ansichten teilte und zeitweilig in Friedrichshagen sowie in der Kommune Neue Gemeinschaft zusammenwohnte. Besonders die Jahre seit dem Tod des Vaters bis etwa 1914 sind durch gemeinsame Aktivitäten mit seinem jüngeren Bruder gekennzeichnet.
Nach der Machtübernahme durch das NS-Regime (30. Januar 1933) stellte er seine Publikationstätigkeit weitgehend ein und zog sich aus der Politik zurück. 
Paul Kampffmeyer starb Anfang Februar 1945 im Alter von 80 Jahren in Berlin-Wilhelmshagen. Beigesetzt wurde er im Erbbegräbnis der Familie Kampffmeyer auf dem Alten Luisenstädtischen Friedhof in Berlin-Kreuzberg.

## Sozialpolitisches und kulturelles Engagement
Im Jahr 1890 schloss er sich der Oppositionsgruppe „Die Jungen“ in der SPD an. 1891 wurde er Mitglied des Vereins unabhängiger Sozialisten. Als dieser jedoch zunehmend anarchistische Wege ging, wandte sich Kampffmeyer von ihm ab und wechselte zur SPD, wo er sich im Bereich Sozialpolitik engagierte. Seine Schwerpunkte waren Reformen der sozialen Gesetzgebung, die Genossenschaftsbewegung und das Thema Arbeiterbildung.
Paul Kampffmeyer war zusammen mit seinem Bruder Bernhard aktives Mitglied des Friedrichshagener Dichterkreises. Das Haus von Paul und Bernhard Kampffmeyer in der Ahornallee 19 in Friedrichshagen (damals vor den Toren Berlins) wurde nach 1890 zum Treffpunkt des Kreises. Zu den Mitgliedern des Friedrichshagener Dichterkreises zählten unter anderem Gerhart Hauptmann, Frank Wedekind, Erich Mühsam, Fidus, die Gebrüder Heinrich und Julius Hart sowie Wilhelm Bölsche und andere.
Zusammen mit seinem Bruder Bernhard war er ebenfalls Gründungsmitglied der Kommune Neue Gemeinschaft.
Von 1921 bis 1933 leitete er das SPD-Parteiarchiv. Er reorganisierte das Archiv vollständig, beschaffte Mittel zur Komplettierung des Bestandes, integrierte andere Archivbestände und veröffentlichte regelmäßig Kataloge, die eine Nutzung der umfangreichen Quellenbasis ermöglichten. 1925 war er Mitglied der Programmkommission für das Heidelberger Programm der SPD, in dem sich zahlreiche Ansätze aus seiner Publikation „Der Geist des neuen sozialdemokratischen Programms“ aus dem Jahr 1922 wiederfinden. Seine Publikationen „Die Sozialdemokratie in der deutschen Geschichte bis zur Reichsgründung“ (1926) und „Unter dem Sozialistengesetz“ (1928) sind wichtige Quellen zur Geschichte der SPD.

## Gartenstadtbewegung
Paul Kampffmeyer war Gründungsmitglied der DGG Deutschen Gartenstadt-Gesellschaft (1902) und förderte die Gartenstadtbewegung. In einer Reihe von programmatischen Artikeln konzentrierte er sich mehr auf die sozialen als die architektonischen Aspekte der Gartenstadtbewegung und die Rolle der Baugenossenschaften. In Bezug auf seine Aktivitäten bei der DGG wurde er in der Literatur häufiger mit Bernhard Kampffmeyer und seinem Cousin Hans Kampffmeyer verwechselt. Er war an mehreren Konzepten für Gartenstädte, z. B. in Berlin am Falkenberg im heutigen Stadtbezirk Treptow für die erste Berliner Gartenstadt (1912), am Rande beteiligt.

## Publizistische Tätigkeit
Als Publizist gab er zunächst ab 1890 die „Volksstimme Magdeburg“ heraus. Er arbeitete als Autor bei der „Freien Volksbühne“, beziehungsweise bei der „Neuen Freien Volksbühne“ (1892), mit. In den Jahren 1899 bis 1900 war er Herausgeber der „Deutschen Krankenkassenzeitung“ und von 1907 bis 1921 der „Münchener Post“. Er lieferte zahlreiche Beiträge für die „Sozialistischen Monatshefte“, was ihm fast einen Ausschluss aus der SPD einbrachte, da diese Zeitschrift nach August Bebel kaum mehr unter der Kontrolle der Partei war. Schwerpunkt seiner Tätigkeit als Redakteur, Herausgeber und Schriftsteller waren sozialpolitische Fragestellungen. Später war er als literarischer Berater, Autor und Archivar im Verlag J.H.W. Dietz in Weimar tätig. In dieser Zeit verfasste er u. a. Biographien zu Friedrich Ebert, Wilhelm Liebknecht, Ferdinand Lassalle und Georg von Vollmar. In den Jahren 1936 bis 1937 schrieb er die 1939 veröffentlichte Familiengeschichte der Familie Kampffmeyer, Blutsverwandte deutsche Familien im Wandel der Jahrhunderte.
Zu seinen wichtigeren Beiträgen gehören:
Anarchistische Publikationsphase
- „Zur Entwicklungsgeschichte des Kapitalismus in Deutschland“ (1890)
- „Ist der Sozialismus mit der menschlichen Natur vereinbar?“ (1891)

Gartenstadtbewegung Publikationsphase
- „Die Baugenossenschaften im Rahmen eines nationalen Wohnungsreformplanes“ (1900)
- „Von der mittelalterlichen Kleinstadt zur modernen Großstadt“ (1904)

SPD Publikationsphase
- „Die Prostitution als soziale Klassenerscheinung und ihre sozialpolitische Bekämpfung“ (1905)
- „Die Sozialdemokratie im Lichte der Kulturgeschichte“ (3. Auflage 1907)
- „Changes in the Theory and Tactics of the (German) Social-democracy“ (1908)[2]
- „Geschichte der Gesellschaftsklassen in Deutschland“ (1910)
- „Arbeiterbewegung und Sozialdemokratie“, Verlag Ullstein & Co, Berlin (1919)[3] * „Die Sozialdemokratie im Lichte der Kulturentwicklung“ (1920)
- „Geschichte der modernen Gesellschaftsklassen in Deutschland“ (1921)
- „Der Geist des neuen sozialdemokratischen Programms“ (1922)
- „Fritz Ebert“ (1923)
- „Der Fascismus in Deutschland“ (1923)
- „Der Nationalsozialismus und seine Gönner“ (1924)
- „Vom Zunftgesellen zum freien Arbeiter“ (1924)
- „Die erste deutsche Revolution“ (1925)
- „Lassalle, Erwecker der Arbeiterkulturbewegung“ (1925)
- „Die Sozialdemokratie in der deutschen Geschichte bis zur Reichsgründung“ (1926)
- „Wilhelm Liebknecht, der Soldat der Revolution“ (1926)
- „Vor dem Sozialistengesetz. Krisenjahre des Obrigkeitsstaates.“ Mit Bruno Altmann. Der Bücherkreis (1928)
- „Unter dem Sozialistengesetz“ (1928)
- „Georg von Vollmar“ (1930).